# Mišelevka
Mišelevka (in russo Мишелёвка?) è un insediamento di tipo urbano della Russia, situato nell'Oblast' di Irkutsk.